# Население на Тунис
Населението на Тунис според последното преброяване от 2014 г. е 10 982 754 души.

## Численост
Численост на населението според преброяванията през годините:
| Година | Численост  |
| 1984   | 6 966 173  |
| 1994   | 8 785 364  |
| 2004   | 9 910 872  |
| 2014   | 10 982 754 |

## Възрастова сткруктура
(2008)
- от 0 до 14 години: 23,2% (момчета 1 246 105; момичета 1 167 379)
- от 15 до 64 години: 69,7% (мъже 3 638 062; жени 3 595 254)
- от 65 нагоре: 7,1% (мъже 345 590; жени 391 187)

(2010)
- от 0 до 14 години: 22,2% (момчета 1 213 664; момичета 1 137 084)
- от 15 до 64 години: 70,5% (мъже 3 759 955; жени 3 704 677)
- от 65 нагоре: 7,3% (мъже 358 447; жени 415 198)

## Коефициент на плодовитост
- 2006 – 1,74
- 2010 – 1,71

## Етнически състав
Араби - основна етническа група, заселила Тунис при арабското нашествие в Ранното Средновековие.
Бербери - живеят главно в планинските райони на страната. Може да се видят руси деца със светли очи и светлокестеняви хора с европейски черти, говорещи арабски. Някои считат, че произхождат от нашествието на вестготите в Северна Африка при падането на Римската империя.
Евреи - след голямото изселване на евреите през 1960-те години от президента Хабиб Бургиба все още има останали жители с еврейски произход, но те обикновено не обявяват произхода си.